# 坚果云
坚果云是中華人民共和國一家雲端儲存平台，隸屬於上海亦存网络科技有限公司，由IBM研究院前員工韓竹等人創辦，於2012年3月上線。坚果云提供个人版、团队版、企业版。

## 外部連結
- 官方网站